# Lisianthius habuensis
Lisianthius habuensis là một loài thực vật có hoa trong họ Long đởm. Loài này được Sytsma mô tả khoa học đầu tiên năm 1988.